# Biblioteca del Servicio Geológico de Estados Unidos
La Biblioteca del Servicio Geológico de Estados Unidos (Biblioteca del USGS) es un programa del Servicio Geológico de Estados Unidos (USGS, por sus siglas en inglés). Es una oficina científica del Departamento del Interior del gobierno de Estados Unidos. El USGS opera como una organización de investigación de investigación sin responsabilidad regulatoria.
La Biblioteca de USGS tiene sucursales importantes en Reston, Virginia (Sede Nacional), Lakewood, Colorado (Centro Federal de Denver) y Menlo Park, California .

## Historia
El Congreso estadounidense autorizó una biblioteca para el Servicio Geológico de Estados Unidos (USGS) en 1879. La biblioteca se estableció formalmente en 1882, con el nombramiento del primer bibliotecario, Charles C. Darwin, y comenzó con una plantilla de tres personas y una colección de 1400 libros. La Ley del Congreso que establece el USGS autorizó la creación de un programa para el intercambio de copias de los informes del USGS por publicaciones de organizaciones estatales, nacionales e internacionales. El programa de intercambio se inspiró en un programa utilizado por Ferdinand V. Hayden cuando era jefe de la Encuesta Geológica y Geográfica de los Territorios de los Estados Unidos del Departamento del Interior (1867-1879). La Biblioteca del Servicio Geológico de EE. UU. heredó 1000 volúmenes de publicaciones seriadas del antiguo programa de intercambio de Hayden, que había basado en el programa iniciado por el Instituto Smithsoniano en 1846. Después de la muerte de Hayden en 1887, su viuda donó su colección personal a la Biblioteca del Servicio Geológico de EE. UU. Otros obsequios anteriores fueron hechos por el Mayor John Wesley Powell, segundo director del Servicio Geológico de EE. UU., quien donó su colección de informes del Servicio Geológico Estatal y la familia de Isaac Lea (editor y coleccionista de gemas de Filadelfia cuya familia donó casi 600 artículos suyos de su biblioteca personal. William Halliday, un espeleólogo de renombre mundial, comenzó a donar su colección de cuevas en 2003.
En una revisión de las operaciones de la biblioteca del USGS en 1937, William Heers, el bibliotecario jefe, señaló que la biblioteca tenía más de 200 000 libros e informes, alrededor de 60 000 folletos y también alrededor de 60 000 mapas, la mayoría de ellos obtenidos mediante obsequios e intercambios. La mitad de los investigadores que utilizaron la biblioteca estaban fuera del Servicio Geológico de EE. UU. Al servicio de quienes no pertenecían al gobierno, se prestaron entre 8000 y 10 000 libros cada año mediante préstamos interbibliotecarios, tanto dentro de los Estados Unidos continentales como en el extranjero.
En una revisión de la Biblioteca del USGS durante su centenario, se señaló que en 1978 la biblioteca había adquirido casi 116000 nuevos elementos. Aproximadamente el 75 % de estos eran revistas, de las cuales se recibieron 10 000 títulos de seriales, revistas y otras publicaciones periódicas. En 1978, la biblioteca también distribuyó 105 000 ejemplares, concedió 17 700 préstamos interbibliotecarios y respondió a unas 27 000 solicitudes de información.
En marzo de 2012, la Biblioteca del USGS se unió a la Biblioteca del Patrimonio de la Biodiversidad con el objetivo de contribuir con importantes trabajos históricos relacionados con la taxonomía, así como con publicaciones relevantes del USGS.
El sistema de bibliotecas del Servicio Geológico de EE. UU. se ha convertido en la biblioteca de ciencias naturales de la tierra más grande del mundo. Los materiales dentro del sistema de bibliotecas incluyen libros y mapas que datan de los siglos XVI y XVII. Otros materiales incluyen un juego casi completo de las diversas publicaciones del State Geological Survey y un juego virtualmente completo de mapas topográficos del USGS. La colección original se basó en asociaciones de intercambio con organizaciones científicas nacionales e internacionales.

## Lista de bibliotecarios jefes de la biblioteca del USGS
- 1882-1902 Charles C. Darwin, primer bibliotecario jefe
- 1903-1908 Fred B. Weeks, segundo bibliotecario jefe
- 1908-1929 Julia LV McCord, tercera bibliotecaria jefe
- 1929-1940 Guy E. Mitchell, cuarto bibliotecario jefe
- 1940-1969 William H. Heers, quinto bibliotecario jefe
- 1969–1985 George H. Goodwin, Jr., sexto bibliotecario jefe
- 1985–1988 Elizabeth J. Yeates, séptima bibliotecaria jefe
- 1988–1993 Barbara A. Chappell, octava bibliotecaria jefe
- 1995–1999 Edward H. Liszewski, noveno bibliotecario jefe
- 2000–2005 Nancy L. Blair, décima bibliotecaria jefe
- 2008-2013 Richard Huffine, undécimo bibliotecario jefe
- 2014-2020 Catharine Canevari, duodécima bibliotecaria jefe